# آبچلیک پاسرخ معمولی

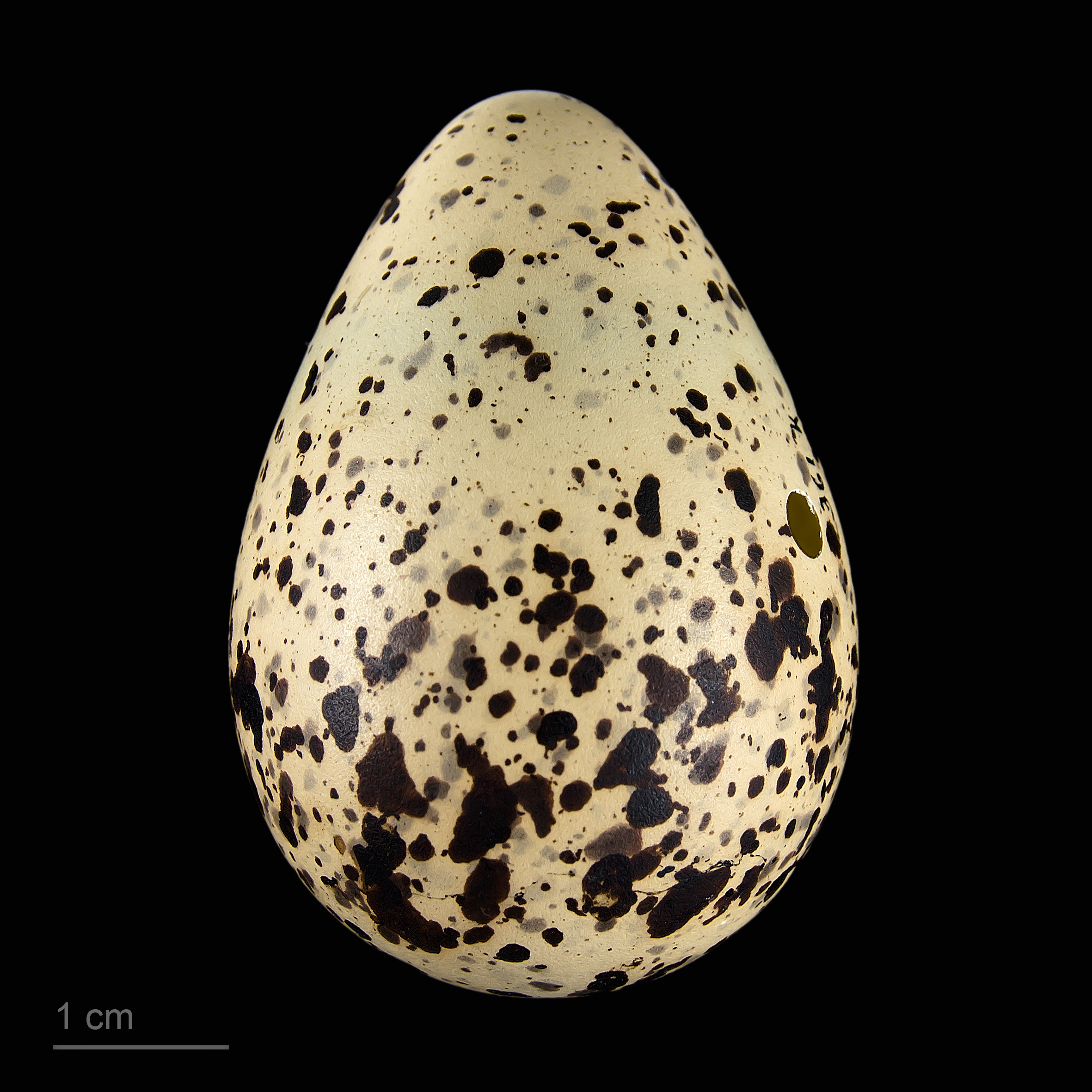
Tringa totanus totanus

آبچلیک پاسرخ معمولی یا آبچلیک پاسرخ (نام علمی: Tringa totanus) نام یک گونه از سرده آبچلیک‌ها است.